# Jaume Callís
Jaume Callís (Vic, Osona, 1364-1370 — Barcelona, Barcelonès, 12 de febrer de 1434) fou un jurista i advocat.
Fill de Pera Roitg i Sibilia Callis, estudià dret a Lleida i posteriorment a Tolosa de Llenguadoc, on obtingué el títol de batxiller en lleis. Exercí professionalment a Tolosa i a Vic. L'any 1406 s'instal·la a Barcelona, on actua com a iurisperitus (com ell mateix s'anomenava), tant per a particulars com per al rei Joan I, exercint de jutge delegat d'apel·lacions i com a provisori i vicari de la cort eclesiàstica. El rei Ferran I l'ordenà cavaller i, com a membre de l'estament militar assisteix regularment a les Corts dels anys següents. Fou també nomenat advocat fiscal i conseller reial. Alfons el Magnànim el promogué en la seva carrera jurídica, essent designat jutge de la Reial Audiència. Exercí de provisor de greuges en successives legislatures. Juntament amb els juristes Bonanat de Pere i Narcís de Santdionís traduí al català, per encàrrec de les Corts de Barcelona de 1413 els Usatges de Barcelona, les constitucions i altres drets de Catalunya.
L'Institut d'Educació Secundària Jaume Callís de Vic, fundat el 1968, va ésser anomenat en honor seu.

## Obres
- Directorium de pace et treuga (Vic, 1400)
- Super Viaticos Cathaloniae (Vic, 1401)
- Elucidiarum soni emissi (1406)
- Priuilegia militum
- Viridiarium militiae (1407)
- De praerogatiua militari (1419)
- De moneta (1429)
- Margarita fisci (1424)
- Les Constitucions i altres drets de Catalunya, juntament amb Bonanat de Pere i Narcís de Santdionís (1495)
- Forma sententiae ferendae a iudicibus el prouisoribus grauaminum in curiis generalibus electis
- Consilium iuris o parecer sobre las cuestiones controvertidas entre Juana de Orcau y Juan de Boxadors
- De empara